# فرط تنفس
فرط التنفس (بالإنجليزية: Hyperventilation)‏ (تترجم حرفيًا بفرط التهوية) هو زيادة وتيرة التنفس عن الحاجة العضوية. يرافق هذه الزيادة نقص في الضغط الجزئي لثاني أكسيد الكربون المُذاب في الدم، مما يرفع من قلوية (يقلل من حموضة الدم) ويدعى ذلك بالقلو التنفسي، وقد يؤدي إلى التكزز. ينجم فرط التنفس عن خلل في آلية التحكم بالتنفس؛ إما بسبب اضطراب نفسي مثل الخوف والهلع أو بسبب اختلال في آلية التنفس نفسها كما يحدث في أمراض الرئة وأمراض القلب.

## آلية فرط التنفس
يتم تنظيم عملية التنفس في «مركز التنفس» في الدماغ وبالذات في التَّشَكُّلُ الشَّبَكِيُّ للبَصَلَة (باللاتينية: Formatio reticularis medullae oblongatae)، حيث تصل إلى هذا التشكل؛ جميع المعلومات المتعلقة بالتنفس من أنسجة الرئة، ومن العضلات التنفسية، ومن المستقبلات الكيميائية لمستوى الأكسجين وثاني أكسيد الكربون في الدم. هذه المعلومات تُفيد في تنظيم حركة التنفس، وتنظم الإدراك الحسي لعملية التنفس، وتتحكم في وتيرة التنفس، التي تبلغ عند البالغين من 12 إلى 15 مرة في الدقيقة.
أثناء فرط التنفس يحدث خللٌ في هذه الآلية، بحيث تزيد وتيرة التنفس عن الحاجة الوظيفية، مما يؤدي للتخلص من كميات أكبر من المعتاد من ثاني أكسيد الكربون في الدم، هذا يؤدي إلى هبوط الضغط الجزئي لثاني أكسيد الكربون pCO2. يشكل ثاني أكسيد الكربون المُذاب في الدم حمض الكربونيك،
{\displaystyle \mathrm {CO_{2}+2\ H_{2}O\leftrightharpoons HCO_{3}^{-}+H_{3}O^{+}\leftrightharpoons H_{2}CO_{3}+H_{2}O} }
ويساهم في الحفاظ على مستوى حموضة الدم، عندما يقل مستوى ثاني أكسيد الكربون المُذاب (حمض الكربونيك) في الدم بسبب خروجه الزائد مع الزفير الناجم عن زيادة وتيرة التنفس - فإن حموضة الدم تقل ويصبح قلوياً. تغيّر حموضة الدم له أثرٌ على العضلات والأوعية الدموية وعلى الأعصاب.
عادة ما يكون لزيادة وتيرة التنفس عن المستوى الطبيعي أسبابٌ نفسيةٌ مثل الخوف أو الغضب أو الألم أو الاكتئاب. حيث تؤدي هذه الحالات إلى زيادة غير ملائمة في وتيرة التنفس.

## أسباب فرط التنفس
يحدث فرط التنفس عند وجود خللٍ ما في تنظيم حركة التنفس، فيحدث ذلك عند وجود تأثيرات نفسية متعددة مثل:
- الخوف
- الغضب
- الألم
- الاكتئاب
- الانفعالات العاطفية والإثارة.

كما يحدث فرط التنفس عند وجود أمراض تمس الجهاز العصبي المركزي (الدماغ) مثل:
- التهاب الدماغ
- الأورام الدماغية
- الإصابات الدماغية
- التهاب السحايا
- السكتة الدماغية

ويحدث أيضاً في الأمراض التي تمس الاستقلاب وبالذات زيادة حموضة الدم كما يحدث عند:
- الحماض الكيتوني السكري
- الإنتان

## الأعراض
تشمل أعراض فرط التنفس ما يلي:
زيادة وتيرة التنفس
حيث يُلاحظ على المريض التنفس السريع وتَتَالي حركات التنفس العميق، وغالباً ما يرافق ذلك:
ضيق النفس
يشكو مرضى فرط التنفس من «ضيق النفس» وبخاصة في حالات الراحة، بينما تقل الشكوى في حالات بذل الجهد.
هيجان عصبيٌ
عادة ما ينجم عن قلقٍ أو خوفٍ أو ثورةُ غضبٍ عارمة... الخ.
مذل الأطراف
ويحدث بسبب التأثيرات التي يسببها اختلال مسير السيال العصبي عند تغيّر حموضة الدَّم، وأول ما تظهر هذه التغيرات في نهاية الأطراف مثل أصابع الأيدي، وطرف الأنف والشفاه، حيث يشكو المرضى من فقدان الإحساس في الأصابع، أو من «تنمّل» في نهاية الأطراف.
تكزز الأطراف

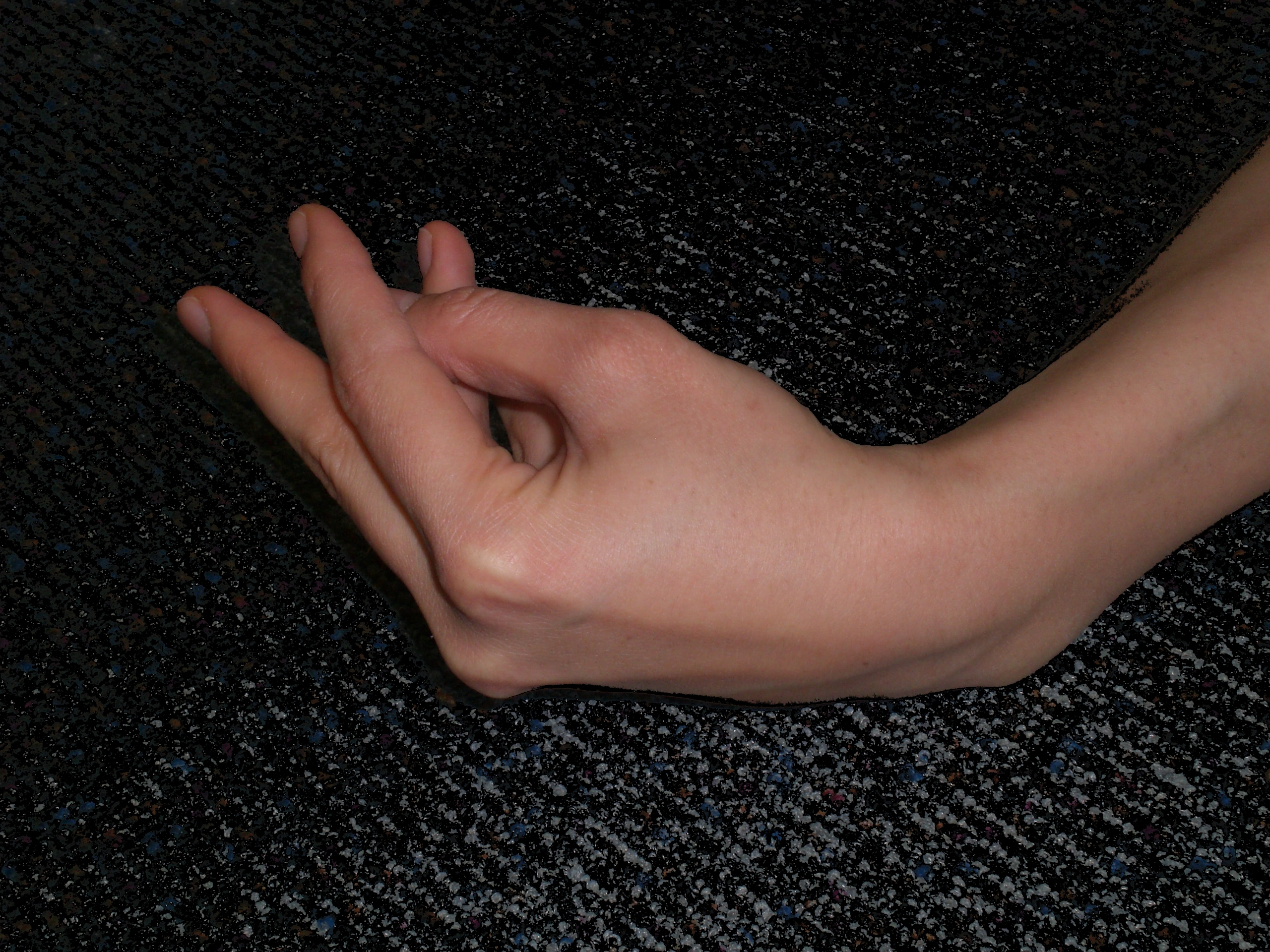
تشنج أصابع اليد.

وبخاصة تكزز الأيدي عند استمرار فرط التنفس، وقد يظهر ذلك كتشنج لأصابع اليد.
دُوار والغشي
تغير حموضة الدم لها أثر على انقباض الأوعية الدموية مما يقلل من تروية الدماغ بتقلص الأوعية الدموية إليه، وهذا يسبب الدُّوار، وفي الحالات النادرة فإن استمرار فرط التنفس قد يؤدي إلى الإغماء أو الغشي.
آلام في الصدر (ذبحة صدرية)
يشكو مرضى فرط التنفس من آلام صدرية تكون في الغالب غير مشابهة للذبحة الصدرية، وبشكل عام فإنها أيضاً لا تتأثر بالعلاج بالنيتروغليسرين، كما أنها عادةً ما تتحسن عند أداء التمارين أو بذل الجهد.

## التشخيص
يتم غالباً تشخيص فرط التنفس من خلال ملاحظة أعراضه الواضحة على المريض وربطها بوضع المريض العام، فعندما يكون الخوف أو القلق النفسي وأحياناً الهيجان العصبي واضحاً، ويرافقه ظهور أعراض واضحة لفرط التنفس مثل التكزز، أو الشكوى من «التّنمّل» في الأصابع، فإن التشخيص لا يشكل صعوبة، ولكنه في الحالات التي لا تكون فيها الأعراض واضحة، مثل عدم ظهور الحالة العصبية للوهلة الأولى، أو الشكوى من ضيق النفس والتي يُرافقها في العادة أيضاً خوفٌ وقلقٌ طبيعي، فإن التفريق بين متلازمة فرط التنفس وضيق النفس يحتاج إلى إجراء فحص غازات الدم الشرياني (بالإنجليزية: ABG or Arterial Blood Gases)‏، والذي يُظهر هبوط في الضغط الجزئي لثاني أكسيد الكربون وتغيّر حموضة الدم، كما يُظهر مستوى الأكسجين الطبيعي أو حتى الزائد عدم وجود خلل تنفسي مرضي يدعو لزيادة وتيرة التنفس. مع ذلك فإنه في كثير من الحالات يتطلب تشخيص فرط التنفس التأكد من عدم وجود تشخيصات تفريقية أخرى لزيادة وتيرة التنفس. ( تشخيصات تفريقية)

## متلازمات فرط التنفس
هناك عدد من الحالات المرضية التي يكون «فرط التنفس» فيها جزءاً من المرض نفسه ومرتبطاً بمجموعة أخرى من الأعراض لتشكيل ما يسمى بمتلأزمات فرط التنفس (بالإنجليزية: Hyperventilation Syndromes)‏، حيث يحتاج الجسم فيها لزيادة وتيرة التنفس في محاولة لتحسين خللٍ ما في عملية التنفس، وينجم عن ذلك نفس أعراض فرط التنفس الناجمة عن هبوط في مستوى ثاني أكسيد الكربون في الدم. ومن هذه الحالات المرضية:
نقص الأكسجين
ويحدث ذلك في المرتفعات العالية، حيث يقل الضغط الجزئي للأكسجين بشكل يجعل الحاجة لزيادة وتيرة التنفس ضرورية للتعويض عن هذا النقص. نفس الشيء يحدث عندالتسمم الغازي (ببعض الغازات السامة)، وحالات الاختناق.
التحويلات القلبية والرئوية
نفس الشيء يحدث في بعض أمراض القلب والرئة عند حدوث «تحويلة» (بالإنجليزية: Shunt)‏ للدم بحيث لا يمرّ الدم عبر الحويصلات الهوائية، فيبقى بدون أكسدة، مما يقلل من نسبة الأكسجين في الدم، فيحاول الجسم رفع وتيرة التنفس للتعويض عن هذا النقص.
أمراض الرئة
بعض أمراض الرئة تُعطّل أجزاء كاملة من الرئة، بحيث يصبح الجسم معتمداً على جزء صغير من الرئة للتنفس، وهذا الجزء لا بُدّ أن يقوم «بعمل إضافي» للتعويض عن الأجزاء المتضررة من الرئة. يحدث هذا في الانصمام الرئوي حيث يُؤدي انسداد أحد الشرايين الرئوية إلى فصل جزء من الرئة عن الدورة الدموية. كما يحدث نفس الشيء في التهابات الرئة أو في استرواح الصدر وما شابه ذلك من أمراض تمس نسيج الرئة نفسه أو محيط الرئة.
اضطرابات استقلابية
بعض الأمراض الاستقلابية (مثل السكري) قد تؤدي إلى زيادة حموضة الدم بسبب تكوين أحماض زائدة مثل حمض اللاكتيك، كما قد يتشكل حمض اللاكتيك (حمض اللبن) عند الإجهاد الشديد وفي بعض الحالات الخطيرة مثل الإنتان أو الصدمة. يحاول الجسم في جميع هذه الحالات رفع وتيرة التنفس للتخلص من حمض الكربونيك (بالتخلص من كميات أكبر من ثاني أكسيد الكربون) لتعديل حموضة الدم.
الحموضة ضمن آثار جانبية لبعض الأدوية
يؤدي عدد من الأدوية مثل (بروجيسترون الأسبرين وغيرها) إلى زيادة حموضة الدم.
اضطرابات عصبية ونفسية
تؤدي أمراض الجهاز العصبي مثل التهابات الدماغ وسرطاناته إلى خلل في تنظيم عملية التنفس، مما يؤدي أحيانا إلى زيادةٍ أو نقصٍ في وتيرة التنفس. كما تؤدي الأمراض العصبية-العضلية مثل وهن عضلي وبيل (بالإنجليزية: Myathenia graivis)‏ إلى وَهَن شديد في العضلات، يجعل التنفس مرهقاً للجسم، حينها يقوم الجسم بزيادة وتيرة التنفس على حساب عمق النّفس؛ في محاولة للتقليل من الجهد المبذول للتنفس، وجعل التنفس سطحياً.
أما الحالات النفسية مثل الخوف والغضب فهي تؤثر على وتيرة التنفس كتعبير عن الحالة النفسية.
حالات أخرى
مثل الألم، الحمى والحمل تؤدي إلى رفع وتيرة التنفس.

## تشخيصات تفريقية
هناك حالات لا يشكّل فيها تشخيص «فرط التنفس» تحدياً، وهي تلك الحالات التي تكون الخلفية النفسية واضحة، كما تكون أعراض فرط التنفس مثل تشجنج الأطراف، أو عدم تلاؤم شكوى المريض من ضيق النفس - مع الوضع السريري العام للمريض. ففي حالات فرط التنفس للأسباب النفسية، يشكو المريض من ضيق النفس في وضعية الراحة، بينما لا يُعاني من أي ضيق للنفس عند بذل الجهد، كما لا يُلاحظ على المريض أي جهد زائد في التنفس رغم شكواه من ضيق النفس الحاد. ويتم تأكيد التشخيص بفحص غازات الدم الشرياني الذي يُبرز التغيرات المميّزة لفرط التنفس.
لكن في كثيرٍ من الحالات، فإن التفريق بين «فرط التنفس» و«ضيق النفس» يشكل تحدياً واضحاً، إذ أن التوتر النفسي لا يكون واضحاً، ويصبح التأكد من السبب الكامن وراء ارتفاع وتيرة التنفس أمراً مهماً للتفريق بين الحالات النفسية التي لا تشكل خطراً على حياة المريض، من الحالات الأخرى الخطرة التي يمكن أن تؤدي إلى فرط التنفس ( متلازمة فرط التنفس)، في هذه الحالات فإن إجراء فحوصات تكميلية تُساعد في تشخيص السبب الكامن وراء ضيق النفس. في هذه الحالات لابد من التفريق بين الحالات التي يحتاج فيها الجسم لرفع وتيرة التنفس للحصول على كمية كافية من الأكسجين، عن تلك الحالات التي يكون رفع وتيرة التنفس غير متلائم مع حاجة الجسم الحيوية. لذا عند عدم وضوح التشخيص فلابد من مراعاة التشخيصات التفريقية مثل:
أمراض الرئة
- التهاب الرئة.
- ربو والتهاب القصبات الربوي.
- سرطان الرئة.
- انصمام رئوي.
- استرواح صدري.
- نُفاخ رئوي.
- وذمة الرئة.
- انصباب جنبي.
- تَدَمّي الصَّدر.
- التسمم باستنشاق الغازات والدّخان.
- الغصّة (التشردق).

أمراض القلب
- احتشاء عضل القلب
- التهاب عضل القلب.
- التهاب التأمور.
- انصباب التأمور.
- اعتلال عضلة القلب.
- رجفان أذيني.
- رفرفة أذينية.
- خفقان.

اعتلالات استقلابية
- حُماض استقلابي مثل:
  - حُماض كيتوني سُكّري.
  - حُماض لاكتيكي.
- حُماض دوائي.

أمراض عصبية
- وهن عضلي وبيل.
- التهابات الدماغ.
- سكتة دماغية.

## العلاج
الخطوة الأولى لعلاج فرط التنفس تتمثل في التأكد من التشخيص، حيث أن معالجة مريض على أنه يُعاني من فرط التنفس، بينما هو يعاني حقيقة من مرض آخر خطير كالجلطة القلبية أو الانصمام الرئوي؛ يعرض المريض للخطر. ولكن إذا كان التشخيص واضحاً فإن العلاج يكون بتهدئة المريض، ومحاولة شرح الحالة له، ومحاولة إزالة عوامل الخوف أو الذعر المحيطة به. كما يمكن البحث عن أقربائه وأصدقائه ليُساعدوا على تهدئته. الهدف من التهدئة محاولة حث المريض على استخدام عضلات البطن (المقصود الحجاب الحاجز) في التنفس، ومحاولة أخذ نفس عميق أكثر، ولكن بوتيرة أقل من التسارع الذي يقوم به، إذ أنه لوحظ أن عدداً من مرضى فرط التنفس يتنفسون باستخدام العضلات العليا للقفص الصدري - دون استخدام عضلة الحجاب الحاجز، مما يزيد من شدّة معاناتهم من «ضيق النفس». لذلك يتم نُصحهم بالتنفس العميق لتتحسن آلية التنفس، وليخف الشعور بضيق النفس.
لرفع مستوى ثاني أكسيد الكربون في الدم كان يتم الطلب من المريض التنفس في كيس ورقيٍّ مثلاً؛ بحيث يقوم باستنشاق جزءٍ من هواء الزفير الذي تنفسّه للتوّ. تم التخلّي عن هذا الأسلوب لأنه غير ناجحٍ على أرض الواقع بسبب الهيجان العصبي الذي يُعاني منه المريض، والذي لا يمكّنه من التنفس بهدوء داخل الكيس، كما أن هذا الأسلوب لا يُشكل علاجاً ناجعاً على المدى الطويل، فهو لا يُزيل السبب الكامن وراء الحالة.
في الحالات الحادة، والتي لا يمكن بها تهدئة المريض بالتحدث إليه، فإن استخدام المهدئات الدوائية (مثل مشتقات البنزوديازيبين أمثال ألبرازولام ولورازيبام أو الباروكسيتين) يصبح ضرورياً للسيطرة على الموقف. أما على المدى الطويل فإن علاج فرط التنفس يكمن في البحث عن أسباب الانفعال النفسي وعلاجها، وهذا يتطلب أحياناً عرض المريض على الاختصاصي أو المعالج النفسي.